# スリランカ料理

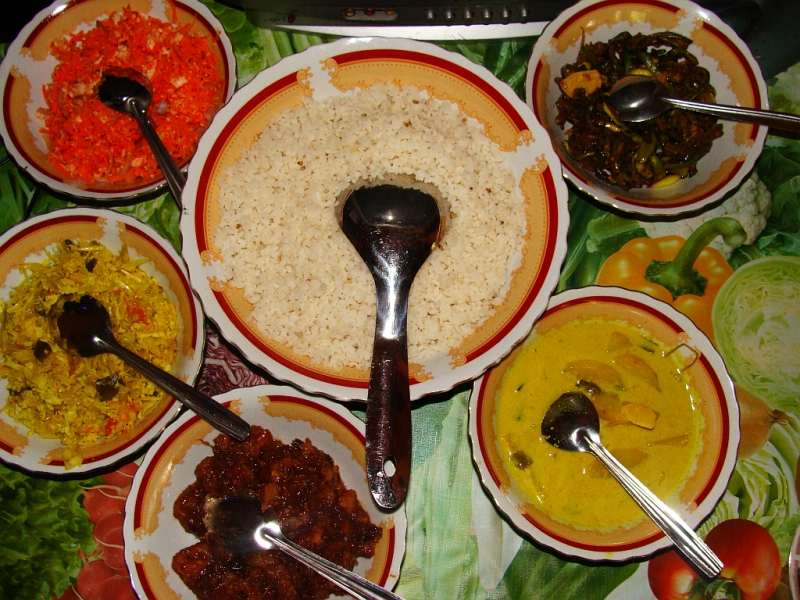
スリランカの代表料理ライス・アンド・カレー

スリランカ料理（スリランカりょうり）は、南アジアのスリランカの料理である。スリランカの豊富な食材と新鮮な香辛料を多用したスパイシーな料理が多い。地理的に南インドに隣接し、国民の2割弱がタミル人であることから、南インド料理との共通点も多い。デザートには、17世紀にスリランカを支配したオランダの影響も見られる。
インド料理と比較して際立っているスリランカ料理の特徴としては、以下のものが挙げられる。
- ココナッツミルクを多用してマイルドな味に仕上げる傾向が強い
- 海洋国であるため新鮮な魚介類のカレーが多い
- 鰹節によく似た魚の乾物モルジブ・フィッシュを、カレーや和え物、炒め物など、様々な料理に加える。
- 日本国内の南アジア諸国料理店（インド料理、ネパール料理、バングラデシュ料理、パキスタン料理、南インド料理など）はその看板とは裏腹にタンドールが置かれ、主食にナーンを供するなど、インド西北部の食文化、特にパンジャーブ料理の強い影響が見られ、それぞれの境界も曖昧なものとされているところが多い。しかしスリランカ料理店においては、タンドールやナーンが置かれることは稀であり、インド料理とは区別されていることが多い。

## 主な料理

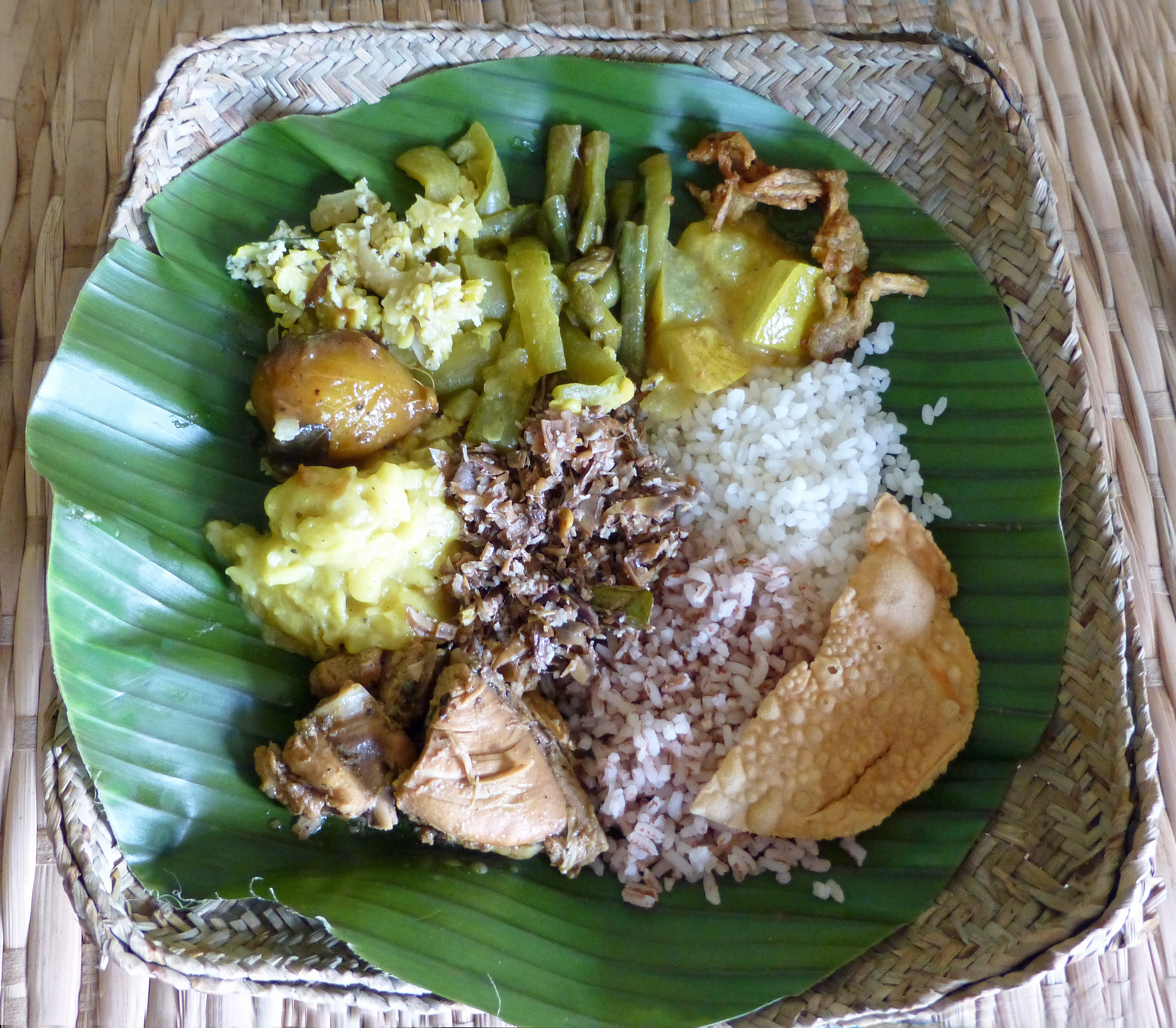
皿に取り分けられたライス・アンド・カレー。米飯と他の具材を皿に取り、混ぜ合わせて食べる。

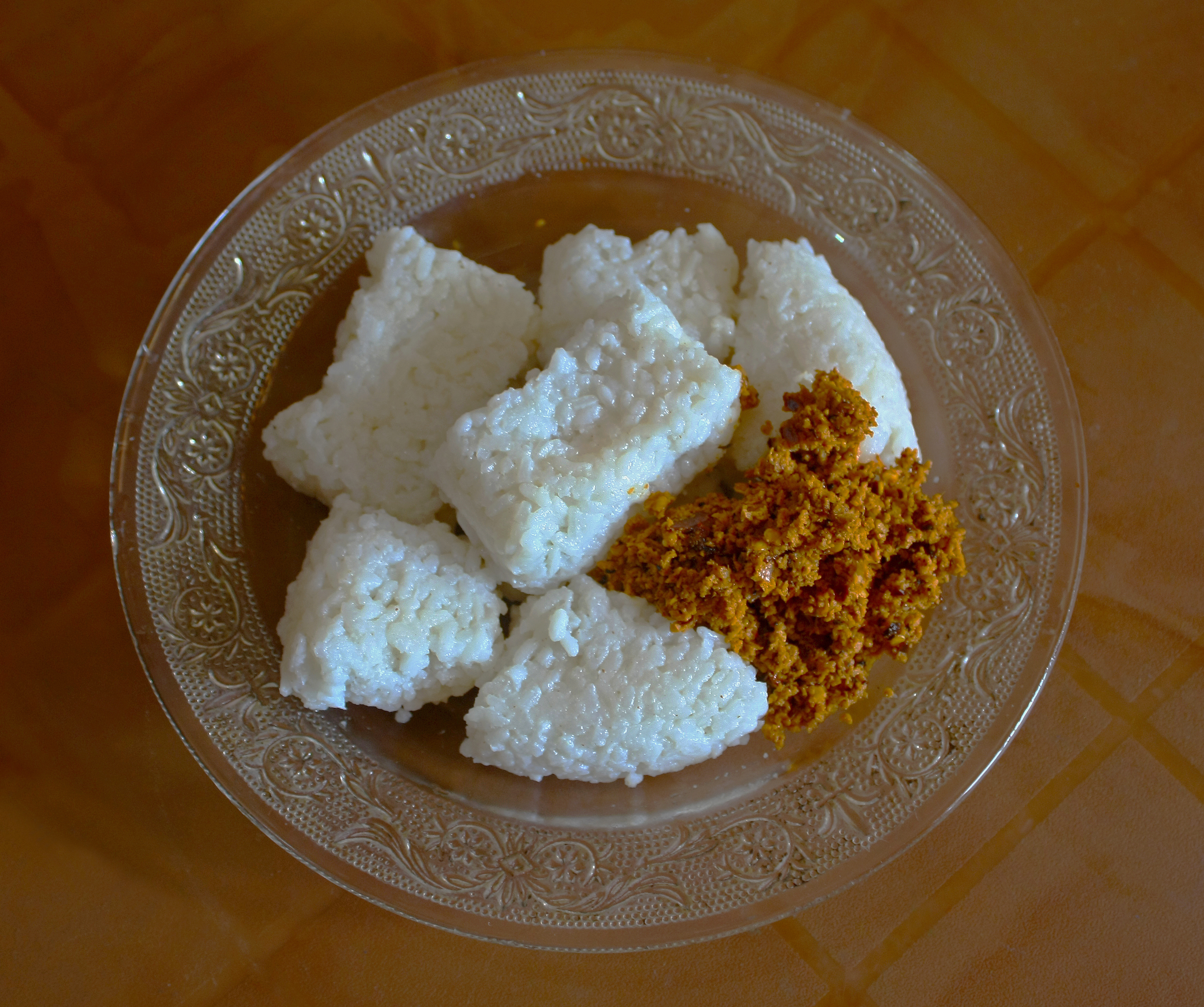
キリバットとルヌミリス

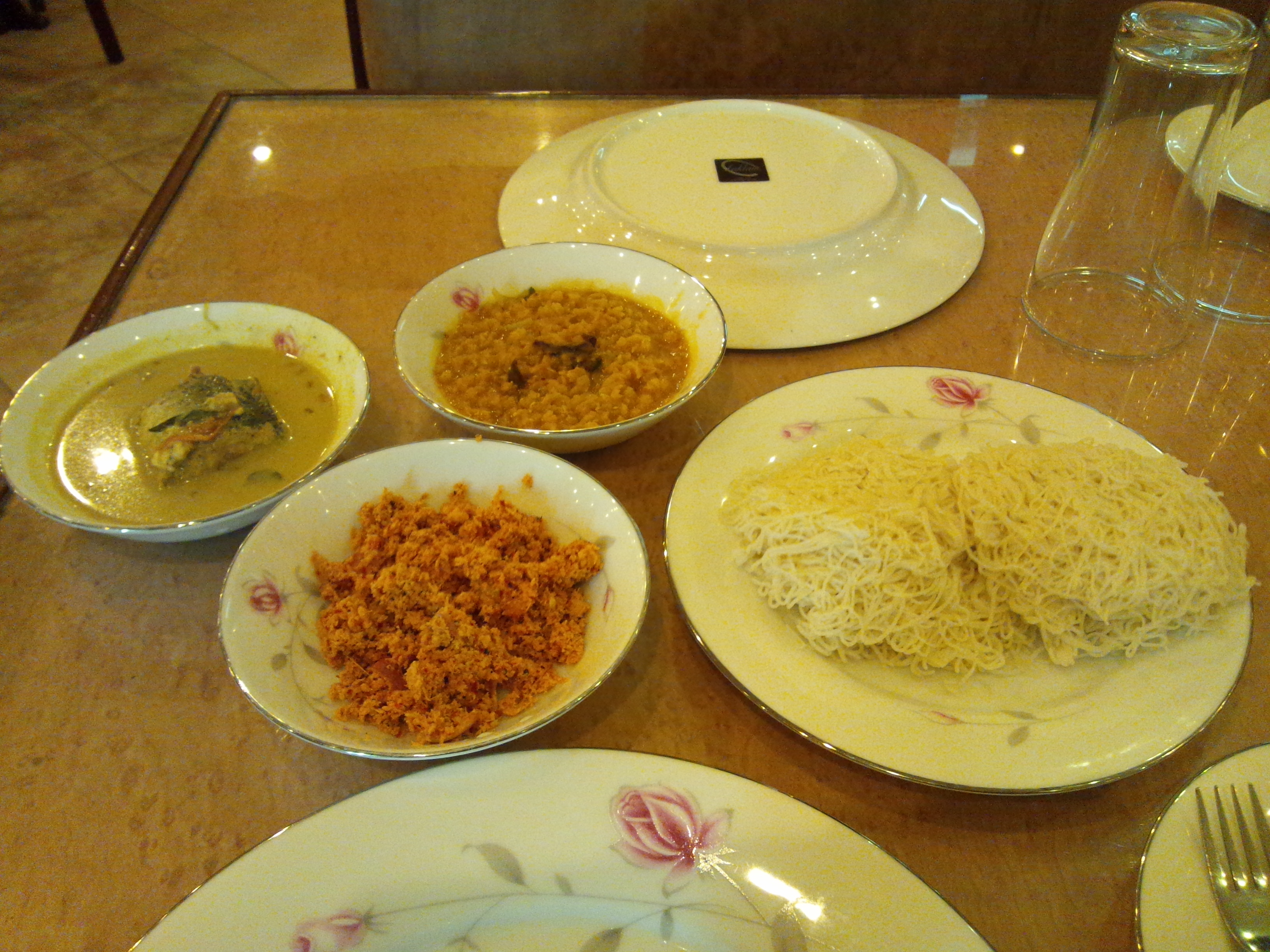
インディ・アーッパ（ストリング・ホッパー）とカレーの朝食

ライス・アンド・カリー（Rice and curry)
カレーは煮込み料理全般を指し、特定の料理を指す呼称ではない。スリランカは魚の煮込み料理が多く、豊富な香辛料で味付けをしたものが英語で一般に「カリー」と呼ばれている。とりわけ小麦粉を使用しない点が多くの地域のカレーとは異なる特徴である。魚以外では、ダール（2つに割って去皮した小粒の豆類）や未熟なパラミツ、野菜、ゆで卵、鶏肉、豚肉、牛肉、エビ、カニ、イカも使われる。ライス・アンド・カリーというと米飯と煮込み料理数種、パーパド、サンボール（チャツネ）のセットを指し、スリランカの国民料理とされる。
作り方（鶏肉カリー）
1. まず香辛料を石臼で挽く。香辛料は生のものを用いる。石臼は一般的な家庭にもあり、新鮮な香辛料を利用することが多い。
2. 鶏肉に香辛料をすりこむ。
3. 油を熱してタマネギを炒め、鶏肉を入れる。火が通ったらモルジブ・フィッシュとスープ、ココナッツミルクを入れて煮る。

以上のように作り方はシンプルであるが、多くの場合食卓には数種類の料理が並び、香辛料の調合も素材に合わせて変えるため、家庭の味や店の味が出るところである。
魚のカツレツ
魚の身をほぐしてマッシュポテト、刻みタマネギや唐辛子と混ぜ、パン粉をまぶして揚げたコロッケ風の料理
マッルン
野菜（キャベツ、ケール、ココナッツ、未熟なパラミツなど）を刻んで香辛料やココナッツ、モルジブ・フィッシュなどと蒸し炒めにした料理。
キリバット
キリ（ミルク）のバット（ご飯）の意で、その名のとおりココナッツミルクで炊いたご飯。特にお祝い事などでよく食される。
アーッパ（ホッパー）
米粉を練った生地を発酵させて焼いたパン。中心が厚くふわっとしており、周辺が薄くサクサクとした食感。
インディ・アーッパ（ストリング・ホッパー）
米粉を練って、数十の穴が開いた器具に入れて、スクリュー式に押し出して作るライスヌードル。皿に乗せて蒸し、おかずと共に食べることが多い。ピラウや菓子の素材ともされる。
ゴダンバ・ロティ
東南アジアのロティ・チャナイに似たパン。卵や魚とジャガイモを詰めたものもある。
ピラウ
ピラフ。米の他、インディ・アーッパで作ることもある。
ブリヤーニー（ビリヤニ）
ムスリムの米料理
トーサイ
タミル人の料理。米粉とケツルアズキから作った生地を発酵させて焼いたクレープ風のパン
サンボール
インドのチャツネに相当する料理。ココナッツ、ミント、トマト、タマネギなどから作られ、モルジブ・フィッシュが入ることがある。
ルヌミリス
タマネギ、唐辛子、モルジブ・フィッシュ、ライム汁、塩を混ぜ合わせてすりつぶした調味料

## デザート・菓子

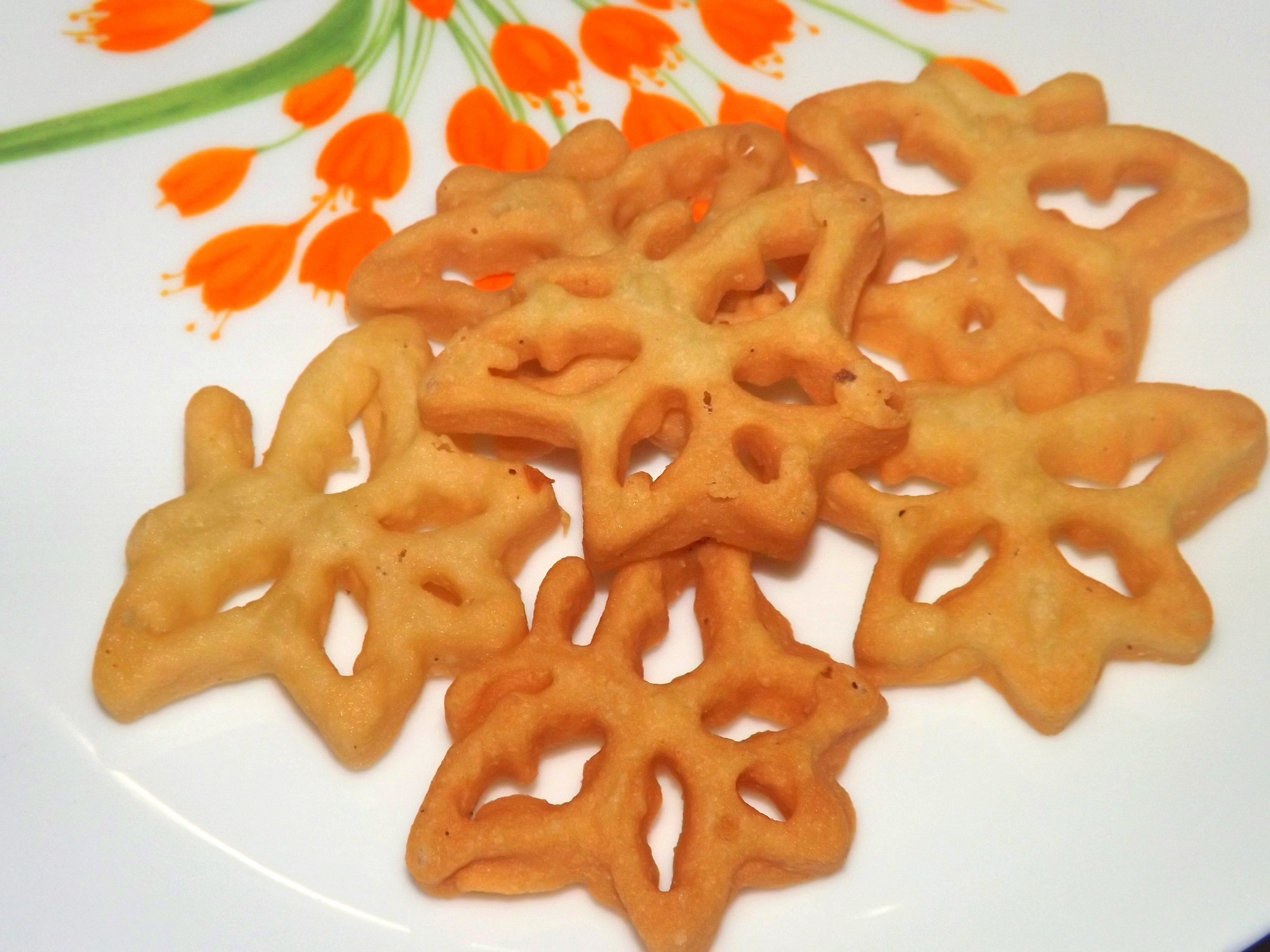
コキス

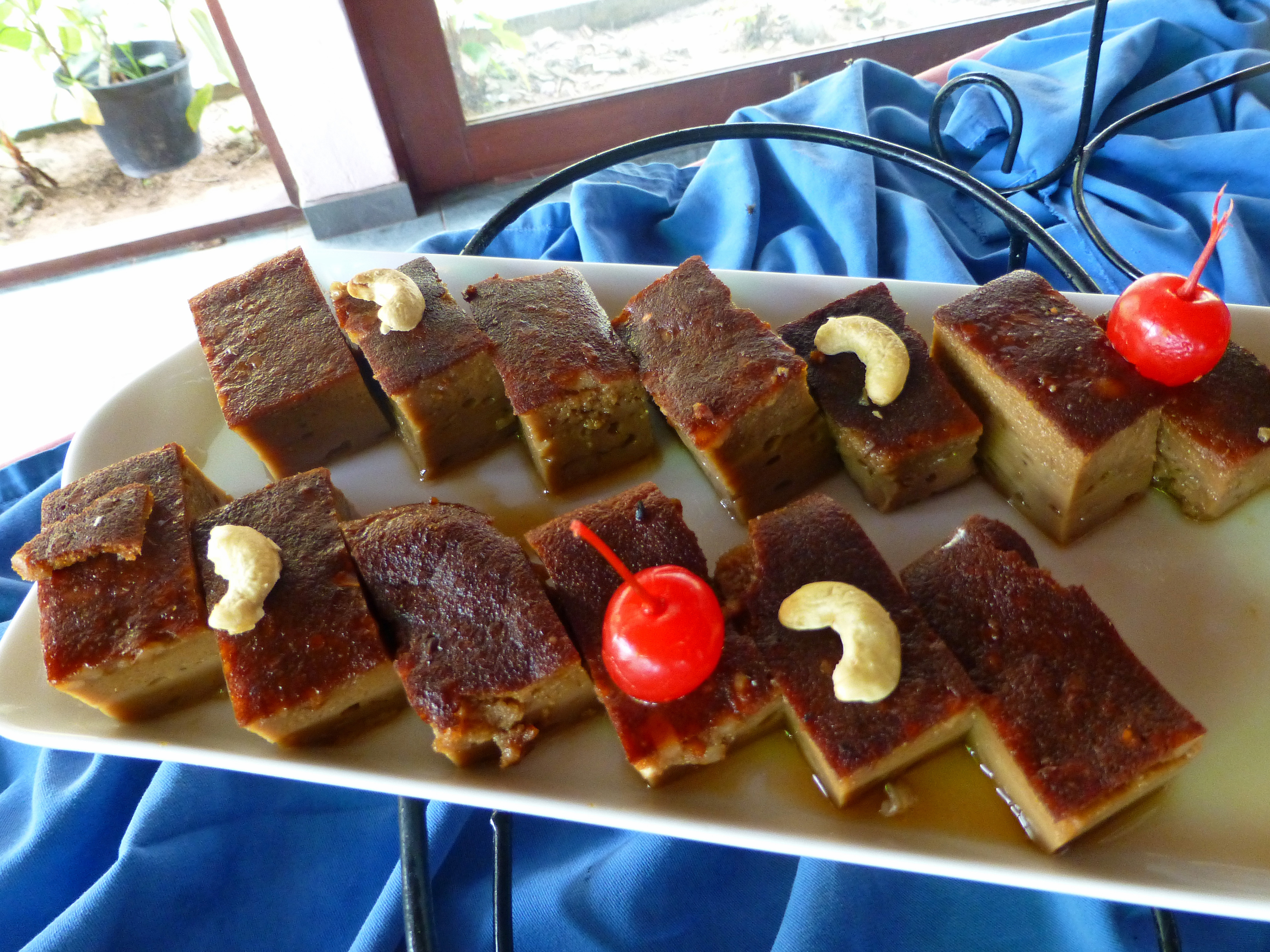
ワッタラッパン

アルヴァー
米粉とカシューナッツのハルヴァ
サゴプディング
サゴパールまたはタピオカパールのプディング
カラメルプディング
カスタードプディング
コキス
鶏卵、米粉、小麦粉、砂糖、ココナッツミルクから成る生地を、星や蝶の形の金属製の型にからめて揚げた菓子。製法はイランのハトゥン・パンジェレに似る。
ワッタラッパン（ワタラッパン）
黒砂糖とココナッツミルク、ナツメグ、卵といった材料から作るプディング
キリ・トフィー（キリ・アルワ、ミルク・トフィー）
硬いキャンディ状の菓子
ミーキリ（カード）
水牛のミルクから作られたヨーグルト。ヤシの蜜をかけて食す。

## ドリンク
キリテー
庶民的なミルクティー。BOPFのような細かい茶葉と多めの砂糖、それに粉ミルクまたはコンデンスミルクを用いる。インドのチャイとは異なり、スパイスなどは用いない。
ヤシ酒（ラーおよびアラック）
ヤシの木の花茎を切ると樹液が出てくる。この樹液をカメで受け、そのまま静置すると酵母により発酵してアルコールが発生する。出来上がりはわずかに発泡しており、かすかに甘く、素朴な味の酒である。このラーを蒸留し、熟成させたものがアラックである。
ライオンビール
スリランカの代表的なブランド。製造元のライオンブルワリーは1881年創業で、アジアで最も歴史が長いビール生産元である。醸造技術は高く、国際的に高く評価されている。